# Zhangjiajie
Zhangjiajie (chiń. 张家界; pinyin Zhāngjiājiè) – miasto o statusie prefektury miejskiej w środkowych Chinach, w prowincji Hunan. Prefektura miejska w 1999 roku liczyła 1 559 519 mieszkańców.

## Historia
Miasto założone w 221 roku p.n.e., pierwotnie nosiło nazwę Dayong (大庸).